# O Ribeiro
O Ribeiro és una comarca de Galícia situada a la província d'Ourense. Limita a l'oest amb les comarques de Vigo i A Paradanta, al nord-est amb la comarca d'O Carballiño, a l'est amb la comarca d'Ourense i al sud amb la Terra de Celanova. En formen part els següents municipis: 
- A Arnoia
- Avión
- Beade
- Carballeda de Avia
- Castrelo de Miño
- Cenlle
- Cortegada
- Leiro
- Melón
- Ribadavia.

## Evolució demogràfica
| 1842 | 1857   | 1860   | 1877   | 1887   | 1900   | 1910   | 1920   |
| ---- | ------ | ------ | ------ | ------ | ------ | ------ | ------ |
| -    | 33.433 | 32.479 | 35.550 | 37.480 | 38.121 | 38.937 | 39.066 |

| 1930   | 1940   | 1950   | 1960   | 1970   | 1981   | 1996 | 1998 |
| ------ | ------ | ------ | ------ | ------ | ------ | ---- | ---- |
| 39.823 | 41.306 | 40.628 | 36.414 | 30.338 | 29.808 | -    | -    |

| 2000   | 2002 | 2004 | 2006 | 2008 | 2010   | 2012 | 2014 |
| ------ | ---- | ---- | ---- | ---- | ------ | ---- | ---- |
| 20.917 | -    | -    | -    | -    | 19.293 | -    | -    |

## Geografia
La comarca és travessada pels rius Arnoia i Avia. El Miño arriba als municipis de Castrelo de Miño i Frieira. Hi ha alguns balnearis que aprofiten les auigües. Des de la Serra do Suído i Faro de Avión, a l'oest, on arriba als 1.000 m d'altitud, fins que baixa als 97 m a Ribadavia i Arnoia.